# Kasper Wasiczyński
Kasper Wasiczyński herbu Korczak (zm. w 1607 roku) – wojski lwowski w latach 1581-1606.
Członek konfederacji rzeszowskiej 1587 roku.